# ティンバーランド

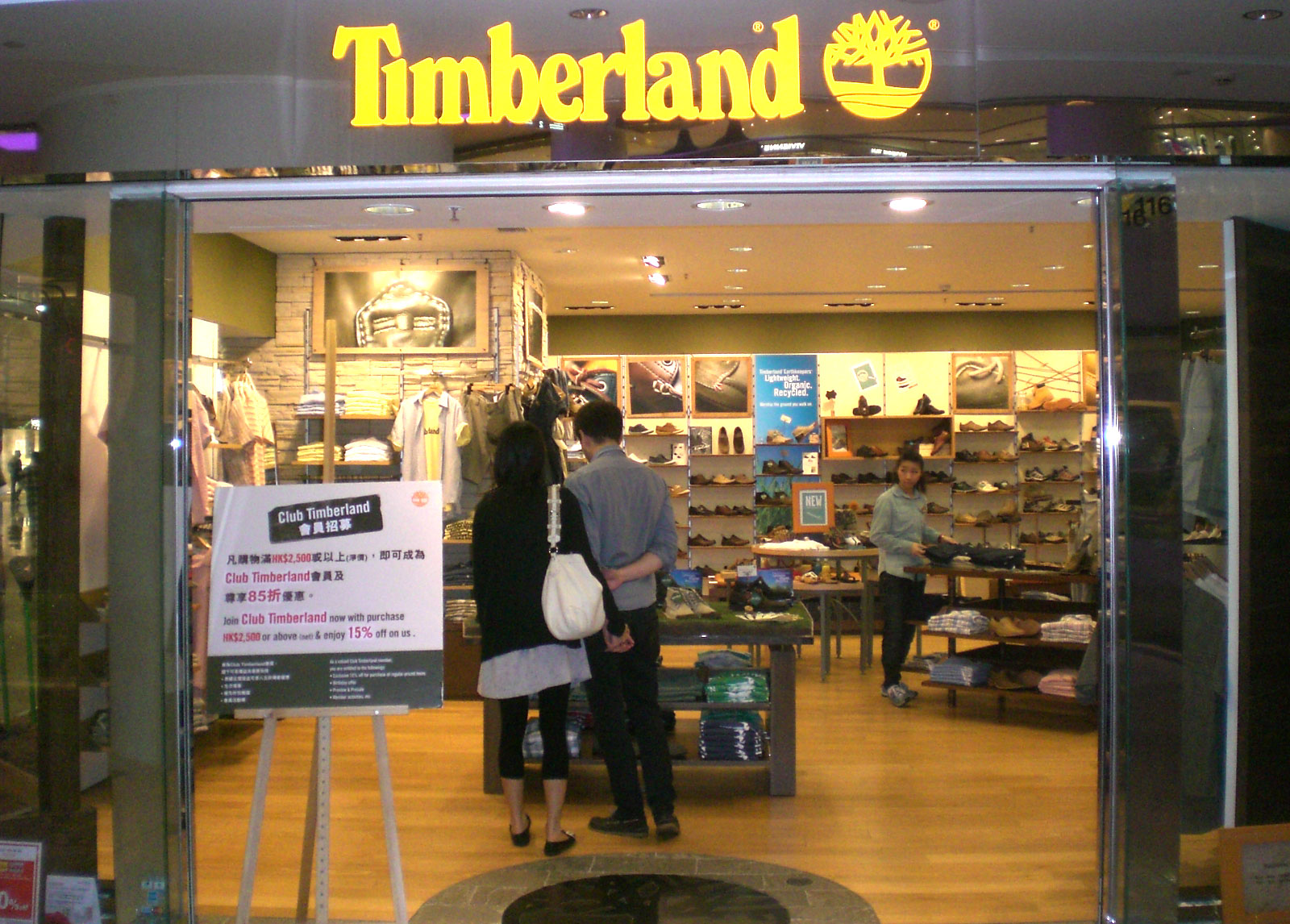
店舗

ティンバーランド（The Timberland Company ）は、カジュアル用品のメーカー。
アメリカ合衆国マサチューセッツ州ボストンで1952年設立。現在の本社はストラットハム。

## 沿革
1918年：
後のティンバーランド創設者ネイサン・シュヴァルツがボストンで靴屋を開業。理念は「自分自身を発見し、理想を貫く強い意志を持つこと」。
1952年：
シュヴァルツ、アビントン・シュー・カンパニーの株の半分を入手。
1955年：
残りの株を取得し、100％子会社化する。
1960年：
新しい製靴技術を導入し、耐寒・耐熱・防水ブーツの生産に成功。
1973年：
それまではブランド名が「ティンバーランド」であったが、正式に社名を「ティンバーランド」に変更。
2006年：
ウェールズ・クロッシング・カンパニーを買収。
2007年：
スケートボード靴会社アイパスを買収。
2011年6月：
経営難を回避する為、大手アパレル企業「VFコーポレーション」に買収された。

## 商品
主力商品はアウトドアグッズやブーツである。ティンバーランドの創設者であるネイサン・シュヴァルツは1960年に靴の成型技術で非常に革新的なものを導入した。それは靴底のアッパソールの外側にステッチを施し、これにラバーソールを貼り付ける手法をとった。これにより防寒性・防水性が飛躍的に向上した。また、1973年には世界初の完全防水レザーブーツを誕生させている。尚、ティンバーランドというブランド名は、当初は前述の完全防水レザーブーツのブランド名として使われたがやがて正式に社名としてティンバーランドが採用された。
上記の通り、ティンバーランドの靴はハイキングや登山用として機能的な靴であるが、やがてB-BOYにとって必須のアイテムとなった。これは元々はニューヨーク、ニュージャージー州、コネチカット州のB-BOYの間から始まったものであり、特に#10061と呼ばれる黄味がかった起毛革のブーツ（通称「イエローヌバック」）は同社のブランドの中で最も定番なアイテムであるといわれている。
ブーツ以外にも帽子、革製品、サングラスその他を含むさまざまな商品を世に送り出している。

## 社会的活動
シティ・イヤー（さまざまな出自の人々、アフリカ系やアジア系などを含めて共に生きていくことを強調する「アーバン・ピース・コー」で知られる運動）の後援やボランティア活動の支援をしているなど社会的な活動とも取り組んでいる。
元社長のジェフリー・シュヴァルツは、ティンバーランドの社会的責任と製品の質を常々口にしていたが、これは彼の祖父であり創設者のネイサン・シュヴァルツが何十年も前から言ってきたことそのままである。

## 著名な愛用者
スティーブ・アーウィンはティンバーランドの靴を履いていることで知られていた。DJ DARUMAやDOBERMAN INFINITYのSWAYなどもプライベートで着用しており、DOBERMAN INFINITYのメンバーがデザインしたカスタムブーツを2015年12月26日から受注販売している。